# Jag ägde allt
Jag ägde allt är en psalm med text skriven 1977 av Jan Arvid Hellström. Musiken är skriven 1992 av Lars Hernqvist.

## Publicerad som
- Nr 868 i Psalmer i 90-talet under rubriken "Gemenskapen med Gud och Kristus".